# 211

## Události
- Patriarchou Konstantinopole se místo Marka stal Filadelfos.

- Ve městě Eburacum (York) v Británii umírá na vojenském tažení císař Septimius Severus.

## Úmrtí
- 4. února – Septimius Severus, římský císař (* 11. dubna 146)
- Serapion, biskup antiochijský (191–211).

## Hlavy států
- Papež – Zefyrinus (197/201–217)
- Římská říše – Septimius Severus (193–211) + Geta, spoluvladař (209–211) » Caracalla (211–217)
- Parthská říše – Vologaisés VI. (207/208–227/228)
- Kušánská říše – Vásudéva I. (190–230)
- Čína, dynastie Chan (206 př. n. l. – 220 n. l.) – císař Sien-ti (189–220) vládne jen formálně. Říše rozdělena na tři království:
  - severní Wei – Cchao Cchao
  - jižní Shu – Sun Čchűan
  - východní Wu – Liou Pej
- Japonsko (region Jamataikoku) – královna Himiko (175–248)